# Metamorphosis (film 1914)
Metamorphosis è un cortometraggio muto del 1914. Il nome del regista non appare nei credit del film che si basa su una storia firmata da M.H. McKinstry.

## Produzione
Il film fu prodotto dall'American Film Manufacturing Company.

## Distribuzione
Distribuito dalla Mutual Film, il film - un cortometraggio in due bobine - uscì nelle sale cinematografiche USA il 1º giugno 1914.